# Celleporoidea
Celleporoidea zijn een superfamilie van mosdiertjes (Bryozoa) uit de orde van de Cheilostomatida. De wetenschappelijke naam ervan werd in 1909 voor het eerst geldig gepubliceerd door Johnston.

## Families
- Celleporidae Johnston, 1838
- Colatooeciidae Winston, 2005
- Hippoporidridae Vigneaux, 1949
- Phidoloporidae Gabb & Horn, 1862